# Ян Купецький
Ян Купе́цький іноді ім'я пишуть як Йоганн (нім. Johann Kupetzky, чеськ. Jan Kupecký, угор. Kupecky János; 1667, Пезінок, Угорщина (сьогодні Словаччина) — 16 липня 1740, Нюрнберг) — чеський і словацький художник, представник історичного і портретного живопису доби бароко в Центральній Європі. Працював і жив в Італії, Німеччині, Угорщині, Чехії, Австрії, Словаччині.

## Біографія

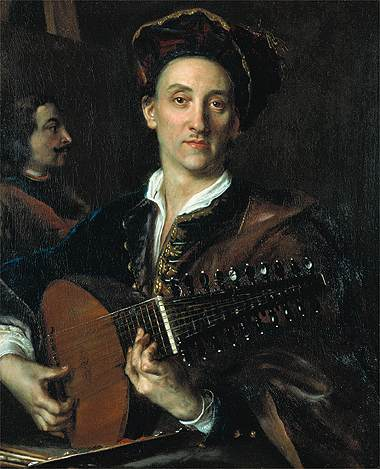
Художник Давид Хойер грає на лютні, картина Яна Купецького, 1711

Ян Купецький походить з родини протестантів. Батьки художника належали до богемських братів. Завдяки узгодженню позицій з іншими євангельськими церквами країни в Богемії тих часів, община добилася толерантного відношення до себе, але це не позбавило їх від утисків і переслідувань з боку католиків. Вони були змушені втекти в Угорське Королівство (тепер Словаччина). Там Купецький виріс і отримав свою першу художню освіту.
Навесні 1682 року Ян поїхав до Швейцарії, щоб вивчати живопис у Люцерні. Навчався він у художника Бенедикта Клауса, який діяв як у Відні, так і в Королівській Угорщині. В той самий час Ян Купецький займався портретами, копіюючи твори Карла Лота. Великий вплив на митця мали твори Рембрандта, Гвідо Рені, Караваджо.
Отримавши певні технічні навички за кілька років навчання у Клауса, близько 1685 року Купецький здійснив навчальну поїздку до Італії. У Римі він працював понад 22 роки як вільний художник, де його прославив князь Олександр Бенедикт Собеський, син польського короля Івана III Собеського.
Близько 1708—1709 рр. Купецький за наказом князя Адама Ліхтенштейна повернувся до Австрії і оселився у Відні. Завдяки своїм портретам він незабаром став улюбленцем імператорів Леопольда I та Йосифа I, а значить і всієї віденської знаті..
У 1723 році Купецький, побоюючись релігійних переслідувань, втік з Відня до Нюрнберга разом із сім'єю і працював там до своєї смерті в 1740 році.

## Творчість
Творчість Яна Купецького включає в себе історичні картини, пейзажі і безліч портретів, за які він отримав високий статус («Портрет царя Петра Першого», 1711, Брауншвейг, «Портрет Євгена Савойського», 1723, Відень, «Портрет короля Польщі Яна Собеського»).
Окрім офіційних, створив декілька портретів з музичними інструментами («Дама зі скрипкою і клавесином»,1720, «Портрет Давида Хойєра з лютнею»,1711, Театральний музей, Петербург) і автопортретів («Автопортрет при створенні образу Євгена Савойського», «Автопортрет з сином»).

Будучи найбільш значним портретистом сучасної Німеччини, він отримував замовлення від великої кількості німецьких князів, багатих церковних сановників і науковців. Його роботи були популяризовані гравюрами навіть за його життя. Завдяки своїм учням і послідовникам вплив Купецького і художній приклад тривалий час залишалися живими і поширеними.

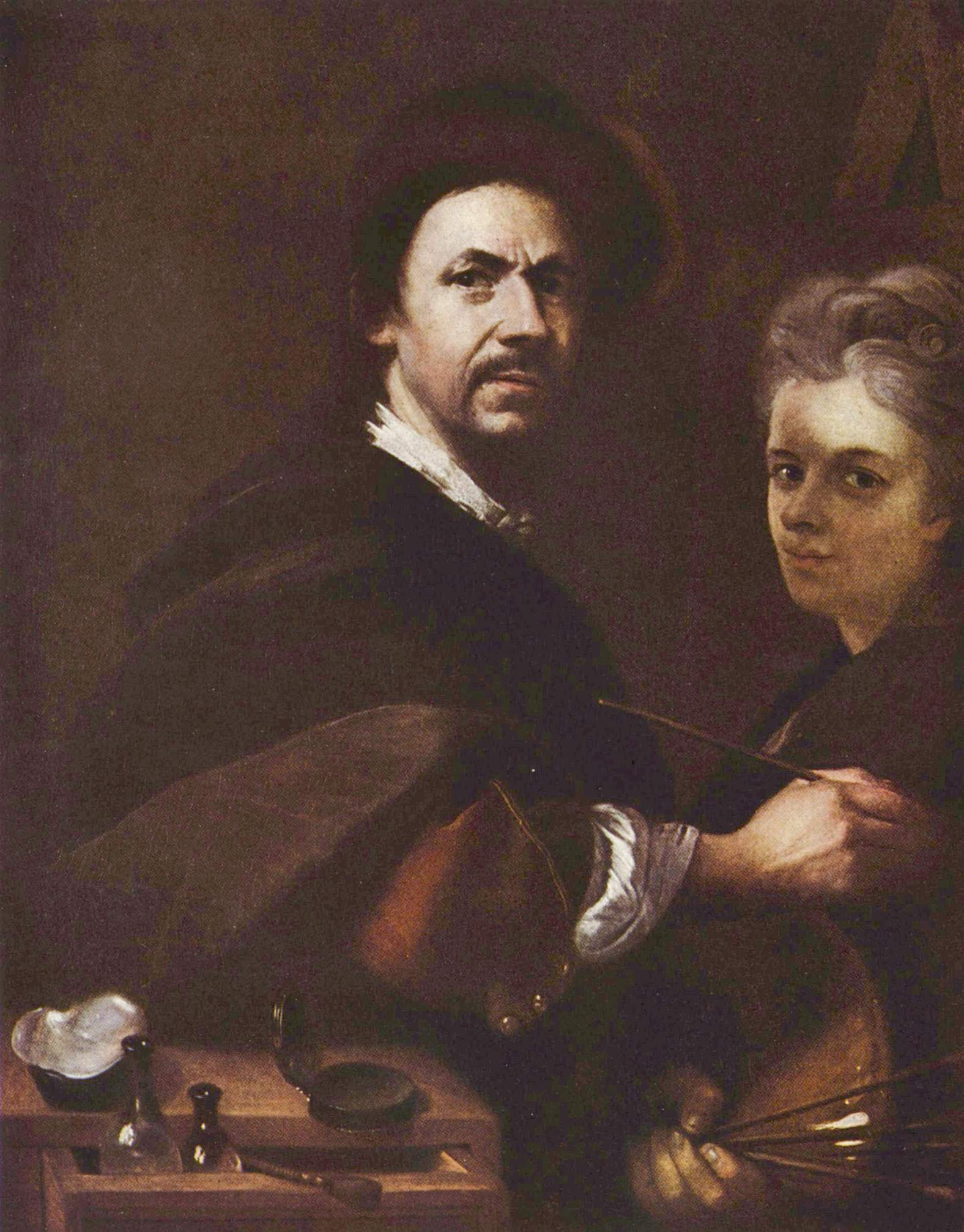
Автопортрет, Прага.
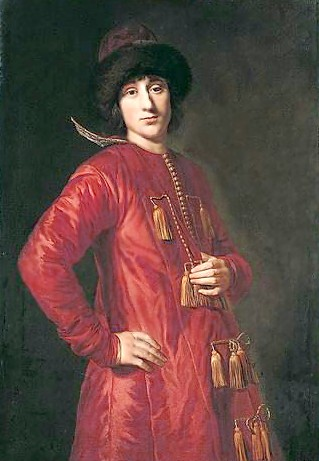
Портрет Олександра Бенедикта Собеського в червоному жупані
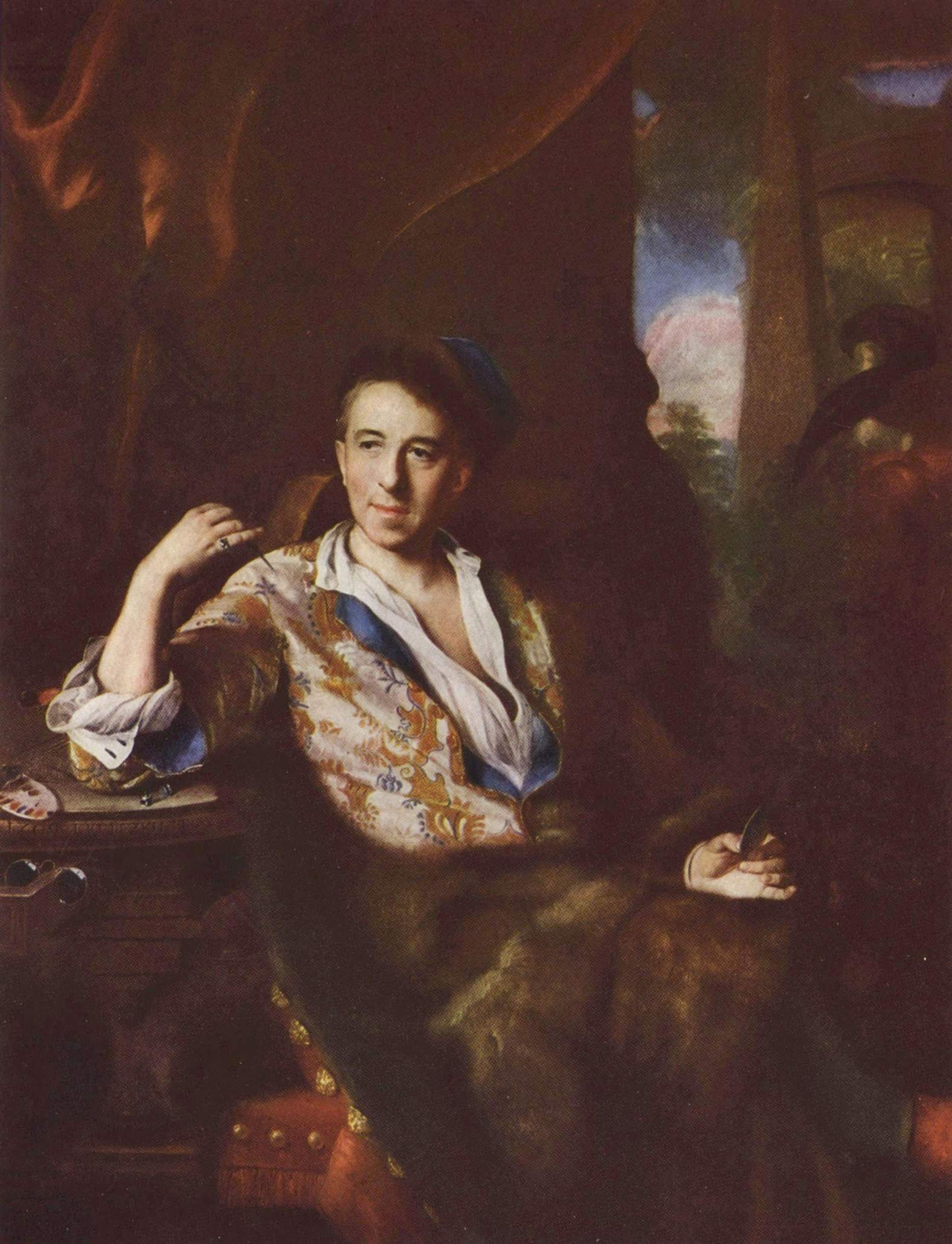
Портрет мініатюриста Карло Бруні
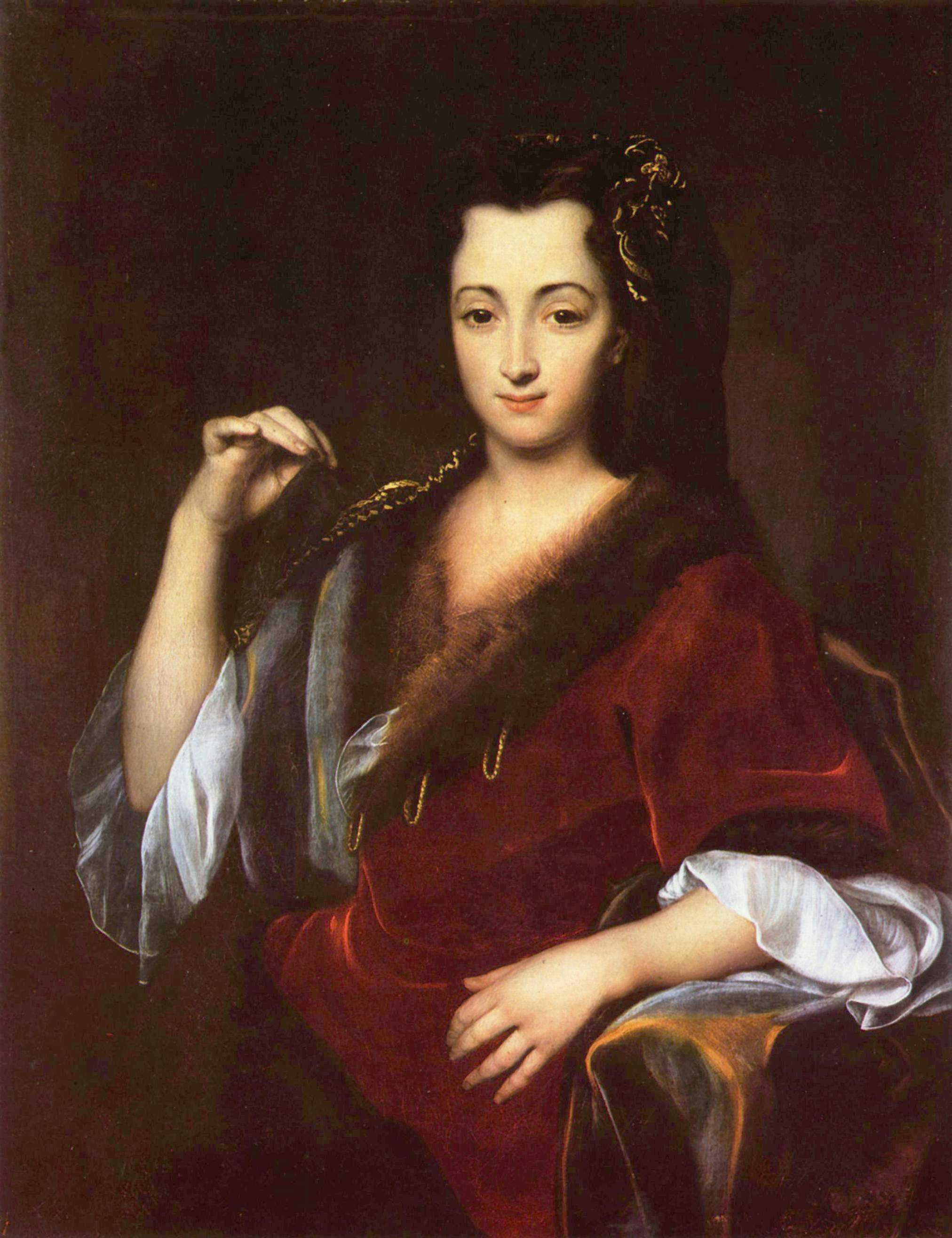
Молода польська пані, 1710 р. Брауншвейг, Музей герцога Антона Ульріха.